# إسماعيل الحبروك
إسماعيل الحبروك (5 يناير 1925 - 16 مارس 1961) هو شاعر غنائي وصحفي وناقد وكاتب وأديب مصري.

## حياته
ولد في أبو حمص، بمحافظة البحيرة في 5 يناير 1925،   وتوفى في 16 مارس 1961 عن عمر يناهز 36 عاماً 
- ليسانس الحقوق من جامعة الإسكندرية عام 1948.

## مسيرته
- رئيس تحرير  مجلة الجيل.
- رئيس تحرير جريدة الشعب ورئيس تحرير جريدة الجمهورية.
- كتب في  الفقه، والزجل، والشعر، وكلمات الأغـاني.

## أعماله

### قصص قصيرة
- بقايا عذراء.
- امرأة بلا مقابل.
- هاربة في الليل.
- الخيانة الزوجية.
- المكافح الصغير.

### أشهر أغانيه الوطنية
- يا جمال يا حبيب الملايين.
- يا اغلي اسم في الوجود يا مصر.
- أمانة عليك أمانة يا مسافر بورسعيد.

### أشهر أغانيه العاطفية
- أول مرة تحب يا قلبي  لعبد الحليم حافظ.
- تخونوه لعبد الحليم حافظ.
- مشغول  لعبد الحليم حافظ.
- أسمر يا أسمراني لفايزة أحمد، وعبد الحليم حافظ،
- بتسأل ليه عليا   لفايزة أحمد.
- تصبح على خير لفريد الأطرش.
- حبيبي سهرني  لفريد الأطرش.
- بحبك مهما قالوا عنك لفريد الأطرش.
- وحياة عينيكي لفريد الأطرش.
- جوا قلبي جوا لصباح.
- يا حبيبى قوللى اخرت  جرحى ايه  لمحرم فؤاد.
- اوعى تكون بتحب يا قلبى     لمحرم فؤاد.
- يا ناسى ايامنا   لسعاد محمد.
- ياواد يا سماره   لفايدة كامل.
- يا فايتنى في حيره  لكارم محمود.
- داره قصاد دارى  لكارم محمود.
- أما غريبة لنجاة الصغيرة.
- وحياة اللى فات  لنجاة الصغيرة.
- كل شيء راح وانقضي لنجاة الصغيرة.
- امانه يا بكره  لشريفة فاضل.
- ماتقولشى كنا وكان  لنازك.

## جوائز
- وسام النجمة المغربي.
- جائزة القصة في اذاعة لندن سنة 1949.
- جائزة الدولة عن أحسن أغنية هادفة، وأحسن مقال صحفي.

## وصلات خارجية
- إسماعيل الحبروك على موقع IMDb (الإنجليزية)
- إسماعيل الحبروك على موقع قاعدة بيانات الأفلام العربية
- إسماعيل الحبروك على موقع ديسكوغز (الإنجليزية)